# Галерија грбова Босне и Херцеговине
Галерија грбова Босне и Херцеговине обухвата актуелни грб Босне и Херцеговине, историјске грбове Босне и Херцеговине, те грбове административних јединица (ентитета, кантона, општина) ове државе.

## Актуелни грб Босне и Херцеговине
- Грб
 Босне и Херцеговине 
 (1998 — данас)

## Историјски грбови Босне и Херцеговине
- Апокрифни грб
 Средњовјековне Босне
- Грб
 Бановине Босне 
 (1154—1377)
- Грб
 Краљевине Босне 
 (1377—1463)
- Грб
 Војводства Светог Саве 
 (1435—1483)
- Грб
 Кондоминијума БиХ 
 (1878—1918)
- Грб
 СР Босне и Херцеговине 
 (1945-1992)
- Грб
 Републике БиХ 
 (1992-1998)

## Грбови ентитета Босне и Херцеговине

### Грб и амблем Републике Српске
- Грб
 Републике Српске 
 (1992—2007)
- Приједлог грба
 Републике Српске 
 (из 2007)
- Амблем
 Републике Српске 
 (2007—данас)

### Грб Федерације БиХ
- Грб
 Федерације БиХ 
 (1996—2007)
- Грб који Федерација БиХ 
 користи од 2007.

#### Грбови кантона Федерације БиХ
- Грб
Унско-санског кантона
- Грб
 Посавског кантона
- Грб
 Тузланског кантона
- Грб
 Зеничко-добојског кантона
- Грб
 Босанско-подрињског кантона
- Грб
 Средњобосанског кантона
- Грб
 Херцеговачко-неретванског кантона
- Грб
 Западнохерцеговачког кантона
- Грб
 кантона Сарајево
- Грб
 Ливањског кантона

### Грб Брчко Дистрикта
Према Статуту Брчко Дистрикта, овај дистрикт нема свој властити грб већ за потребе Дистрикта користи грб државе Босне и Херцеговине. Осим државног грба, дистрикт користи и неке посебне грбове за своје агенције.
Ранија општина Брчко је имала свој грб, који је пар пута мијењала.